# ایوانایوو
ایوانایوو (انگلیسی: Ivanayevo) یک شهرک در شهرستان دیورتیورلینسکی در استان باشقیرستان کشور روسیه است.